# Vic Bartolome
Victor Hayden "Vic" Bartolome (nacido el 29 de septiembre de 1948 en Santa Bárbara, California) es un exjugador de baloncesto estadounidense que disputó una temporada de la NBA, además de jugar en la liga italiana y la liga neerlandesa. Con 2,13 metros de estatura, jugaba en la posición de pívot.

## Trayectoria deportiva

### Universidad
Jugó durante tres temporadas con los Beavers de la Universidad Estatal de Oregón, donde fue el máximo anotador y reboteador del equipo en 1970, promediando 16,1 puntos y 8,7 rebotes por partido. En 1968 y 1970 fue además el líder de la NCAA en porcentaje de tiros de campo, con un acierto del 66,1% y 62,3% respectivamente.

### Profesional
Fue elegido en la octogésimo séptima posición del Draft de la NBA de 1970 por San Francisco Warriors, y también por los Pittsburgh Pipers en el draft de la ABA, pero jugó previamente un año en el Libertas Livorno italiano antes de incorporarse a los Warriors, donde jugó una temporada como suplente de Nate Thurmond, en la que promedió 0,9 puntos y 1,6 rebotes por partido.
Jugó posteriormente en la liga neerlandesa, proclamándose campeón en 1978 con el ZZ Leiden.

## Estadísticas de su carrera en la NBA

### Temporada regular
| Temporada | Edad | Equipo                | Liga | Pos. | P  | TIT | MIN | TC  | TCA | %TC  | 3P | 3PA | %3P | TL  | TLA | %TL  | R.OF. | R.DEF. | REB | ASIS | ROB | TAP | PER | FP  | PTS |
| 1971-72   | 23   | Golden State Warriors | NBA  | C    | 38 |     | 4.3 | 0.4 | 1.6 | .254 |    |     |     | 0.1 | 0.1 | .800 |       |        | 1.6 | 0.1  |     |     |     | 0.6 | 0.9 |
| Total     |      |                       | NBA  |      | 38 |     | 4.3 | 0.4 | 1.6 | .254 |    |     |     | 0.1 | 0.1 | .800 |       |        | 1.6 | 0.1  |     |     |     | 0.6 | 0.9 |